# Poyartin
Poyartin é uma comuna francesa na região administrativa da Nova Aquitânia, no departamento Landes. Estende-se por uma área de 12,96 km². Em 2010 a comuna tinha 829 habitantes (densidade: 64 hab./km²).